# Roquépine
Roquépine, född 1961 i Manche i Frankrike, död 1975, var en fransk varmblodig travhäst. Hon tränades av Henri Levesque i Normandie.
Roquépine är en världens bästa travhästar genom tiderna och hon dominerade i världseliten under 1960-talets andra hälft. Hon anses vara travhistoriens bästa tävlingssto. Hon sprang in 4,7 miljoner franc på 56 starter varav 26 vinster. Bland hennes främsta meriter räknas segrarna i Prix d'Amérique (1966, 1967, 1968), Elitloppet (1966, 1967), Gran Premio delle Nazioni (1966, 1968), Critérium Continental (1965), Prix de l'Atlantique (1967, 1968), Grand Critérium de Vitesse (1967, 1968), International Trot (1967, 1968) och Gran Premio Lotteria (1967).

## Rekord
När Roquépine deltog i Elitloppet på Solvalla den 28 maj 1967 erbjöds inget spel i det försökslopp som hon var med i, då hon ansågs vara för överlägsen. Hon vann försöksloppet och senare även finalen. Detta var hennes andra raka Elitloppsseger. Hon tillhör därmed den skara om nio hästar som har vunnit loppet två gånger, och hon var den andra genom tiderna att göra detta (tidigare Gelinotte 1956, 1957). Roquépine tillhör även de som har vunnit världens största travlopp Prix d'Amérique flest gånger med sina tre raka segrar åren 1966, 1967 och 1968. Enbart Ourasi har vunnit loppet fler gånger med sina fyra segrar. Vid sidan om Roquépine har även Bellino II samt Uranie tre segrar vardera. Roquépines kombination av segrar i Elitloppet och Prix d'Amérique är dock unik då ingen som har vunnit Elitloppet också har vunnit Prix d'Amérique minst tre gånger. Gelinotte, Varenne och Idéal du Gazeau kommer närmast med två segrar vardera i respektive lopp.

## Avelskarriär
Efter den framgångsrika tävlingskarriären verkade Roquépine som avelssto. Hon fick de tre avkommorna Florestan (1971), Granit (1972) och Hague (1973). Främst Florestan har fört Roquépines linjer vidare, och han anses vara en av den franska travhästens mest betydelsefulla avelshingst genom tiderna. Han blev även en av de första franska hingstarna att tillåtas i amerikansk avel.
Florestans son Quito de Talonay (1982) är bland annat far till Extreme Dream (1992), som i sin tur är morfar till den dubble Prix d'Amérique-vinnaren Ready Cash (2005). Efter Ready Cash kommer sedan en generation med bland andra Bold Eagle (2011), Bird Parker (2011), Readly Express (2012) och Face Time Bourbon (2015). Florestans son Off Gy (1980) är far till 1998 års Prix d'Amérique-vinnare Dryade des Bois (1991). Även Florestans son Qlorest du Vivier (1982) är betydelsefull som far till bland andra Prix d'Amérique-tvåan Echo (1992), som i sin tur är far till bland andra Sauveur (2010). Florestans son Robespierre (1983) är morfar till hingsten Korean (1998), som lämnat efter sig bland andra världsrekordhållaren Sebastian K. (2006). Florestans son Passionnant (1981) har lämnat efter sig bland andra hingstarna Bon Conseil (1989), Full Account (1993) och stoet Jovelinotte (1997). Den förstnämnda är far till Elitloppsvinnaren L'Amiral Mauzun (1999). Den sistnämnda är mor till travhästar som Pasithea Face (2012) och Opitergium (2008).
Florestan har även lämnat efter sig beydelsefulla ston. Han är far till Cigale (1990), som är mor till 2009 års Prix d'Amérique-vinnare  Meaulnes du Corta (2000). Han är far till Star Gede (1984) som är mor till Juliano Star (1997), som är far till bland andra Commander Crowe (2003). Han är även far till stoet Dame Lavec (1995) som är mor till bland andra Lavec Kronos (2005) och Raja Mirchi (2007), den sistnämnda har i sin tur fått avkommor som Treasure Kronos (2012), Cyber Lane (2013) och Calamara's Girl (2014).